# Aletai
La ciutat d'Altai o ciutat d'Aletai (uigur: ئالتاي شەھىرى, kazakh: التاي قالاسى, xinès simplificat i tradicional: 阿勒泰市, pinyin: Ālēitài Shì) és una ciutat-comtat a la Prefectura d'Altai, subdivisió de la Prefectura autònoma d'Ili Kazakh, al Turquestan Oriental, avui província de la República Popular de la Xina. La ciutat és travessada pel riu Kelan.

## Divisions administratives
La ciutat-comtat es divideix en disset divisions administratives menors, amb diferents estatus.

## Geografia

### Clima
El clima d'Altai és semiàrid fred (classificació de Köppen BSk), amb un total de precipitació anual de només 21,3 cm. Els hiverns són llargs, amargament freds i secs, amb una mitjana de temperatures al gener de −15,3 °C. Tanmateix, la presència del massís de l'Altai al nord de la ciutat modera la severitat de fred a l'hivern en comparació amb ubicacions més orientals de la zona. La primavera i la tardor són curtes però suaus. Els estius són molt tebis però secs, amb una mitjana de temperatura al juliol 21.7 °C. La mitjana de temperatura anual és de 4,75 °C. El percentatge mensual de cels clars varia entre el 50% del desembre fins al 74% de l'agost i el setembre, per tant es tracta d'un clima principalment assolellat que repercuteix en gairebé 3000 hores de sol anuals.

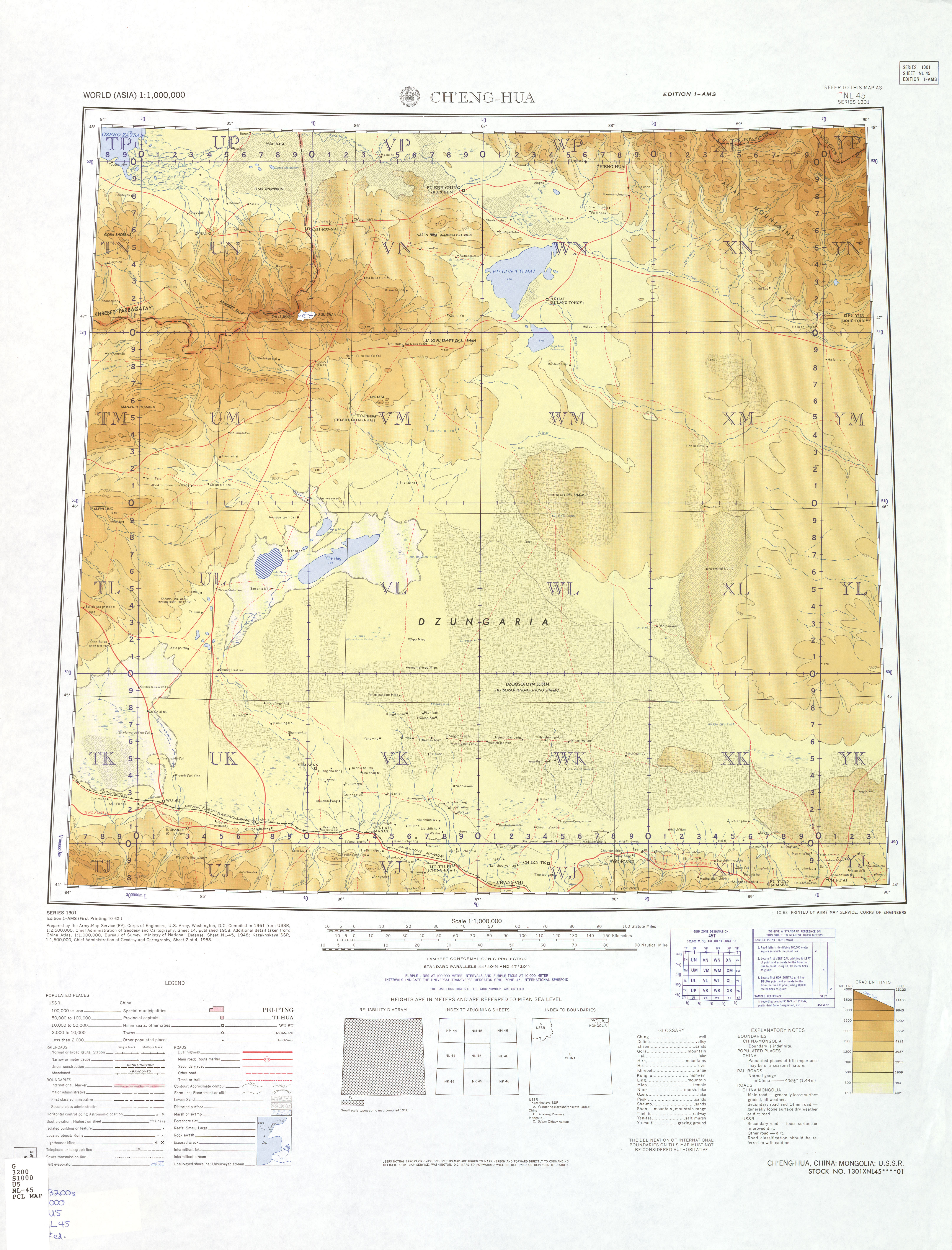
Mapa de l'Altai (etiquetat com CH'ENG-HUA) i de la regió circumdant tal com apareix al Mapa Internacional del Món (1961).

## Transport
Els transports principals de la ciutat són les autopistes nacionals xineses 216 i 217, l'aeroport de l'Altai i el tren que connecta amb Beitun, ciutat a aproximadament una hora en cotxe des de la ciutat d'Altai.
Des d'Ürümchi fins a la ciutat d'Altai hi ha un trajecte d'aproximadament una hora per avió, 9 hores en autobús de dia, 12 hores en autobús nocturn i aproximadament 14 hores en tren (en la línia direcció Beitun).

## Cultura
Com altres ciutats del Turquestan Oriental, la recent ocupació xinesa hi ha desplaçat les poblacions natives uigurs i kazakhs, avui considerades minories pel govern xinès. La cultura pròpia de la zona és, cada cop més, perseguida i reprimida pels xinesos.

## Educació
Degut a l'ocupació xinesa a les escoles s'hi ensenya xinès mandarí. Les llengües pròpies de la ciutat, l'uigur i el kazakh, s'estan veient gradualment amenaçades tant per la colonització xinesa com per la persecució cultural del govern.

## Turisme
El lloc turístic més important és llac Kanas, conegut per una llegenda que afirma que hi habita un monstre.

## Personatges rellevants
- Ma Fuxiang (1876–1932), governador militar de l'Altay.
- Rebiya Kadeer (1947), activista polític.
- Kanat Islam (1984), boxejador.